# ジュディの夏休み大作戦
『ジュディの夏休み大作戦』（原題:Judy Moody and the Not Bummer Summer）は2011年6月10日にアメリカ合衆国で公開されたコメディ映画。全米で人気の児童文学「ジュディ・モードとなかまたち」シリーズを実写映画化。

## ストーリー
楽しいことが大好きなジュディは、夏休みを仲良しの友達と楽しく過ごすためにある計画を立てていた。それは怖いことに挑戦してポイントを貯め、100ポイントにし、最高の夏休みにすることだった。しかし、友達はサーカスに参加するためのキャンプに出かけ、もう1人はインドネシアのボルネオ島に出かける予定があった。お母さんにサーカスのキャンプに参加したいとお願いするが、お金がないと断られる。さらに両親がカリフォルニアへ祖母の面倒を見るため急遽外出をすることになった。ジュディとスティンクは幼少期から会っていない伯母のオーパルと共に家で留守番をしなければならなくなる。ボルネオ島、カリフォルニア、おばあちゃんの家に行けなくなり、最悪の夏休みを過ごすことになると思い、誰よりもポイントをたくさん貯め最高の夏休みにするために、怖いことに挑戦する日々が始まった…。

## キャスト
| 役名             | 俳優                         |
| ---------------- | ---------------------------- |
| ジュディ         | ジョーダナ・ベイティ         |
| オーパルおばさん | ヘザー・グレアム             |
| スティンク       | パリス・モステラー           |
| ジュディの父     | クリストファー・ウィンターズ |
| ジュディの母     | ジャネット・ヴァーニー       |
| トッド先生       | ジェイリール・ホワイト       |
| ハーブ           | ロバート・コスタンゾ         |
| ロッキー         | ギャレット・ライアン         |
| エイミー         | タイラー・ヘンダー           |
| フランク         | プレストン・ベイリー         |

## 評価
2011年6月10日から6月12日の全米週末興行成績が650万ドルを記録して初登場第7位となる(1位は「SUPER8/スーパーエイト」)。
映画評論家による映画レビューサイトRotten Tomatoesでは「演出が粋であり、大人や子供に幅広く受ける良質な作品である」と評価されている。 MIDbで3.7/10のランクを格付けされている。